# 積木三ツ見
積木 三ツ見（つみき みつみ、2006年〈平成18年〉1月5日 - ）は、日本の女性アイドル。ArcJewelに所属する愛乙女☆DOLLのメンバーで、Jewel☆Gardenの元メンバー。愛知県名古屋市出身。

## 来歴
ArcJewelの新ユニットとして2024年3月24日にお披露目された『Jewel☆Garden』の1ユニットに当たる『Jewel☆Garden-Sprout!!』のメンバーとして同年7月9日、GOTANDA G7公演でデビュー。その後同年8月27日付で彩良菜月・橘はるか・小鳥遊ちゆがJewel☆Gardenを卒業すると、同年9月14日のGOTANDA G7公演から『Jewel☆Garden-Rose』のメンバーとして新たなスタートを切る。
2025年5月26日のAKIBAカルチャーズ劇場公演において、同年7月より『愛乙女☆DOLL』（以下、らぶどると略す）メンバーとして活動することを発表し、同年6月30日のGOTANDA G7公演をもってJewel☆Gardenメンバーとしての活動を終了。同年7月5日のArcJewel納涼まつり（於：東京キネマ倶楽部）かららぶどるメンバーとしての活動を開始した。

## 人物
- 愛称は「つみ吉」。
- らぶどるのメンバーカラーは黄色。[8]
- らぶどるの正規メンバーとしては初の21世紀生まれである[注 4]。
- 座右の銘は「心を込めた全力パフォーマンス」[11]。
- 学生時代はSO.ON project NAGOYAのリーダーを務めていた[注 5]。
- 自称「ミラクルガール」（意味はポンコツ女子）[13]。

## 出演

### ラジオ
- ArcJewelのアイドル、「推してみませんか？」（2024年8月26日-、ラジオNIKKEI第1）[14]

### イベント
- 沖縄コレクション『OKINAWA COLLECTION 2025』（2025年06月21日、沖縄アリーナ）[15]